# کریپتومریا
 کریپتومریا(نام علمی: Cryptomeria) نام یک سرده از تیره سرویان است.